# Fontinalis allenii
Fontinalis allenii là một loài Rêu trong họ Fontinalaceae. Loài này được Cardot mô tả khoa học đầu tiên năm 1913.